# Alfred Kerr
Alfred Kerr, właściwie Alfred Kempner (ur. 25 grudnia 1867 we Wrocławiu, zm. 12 października 1948 w Hamburgu) – niemiecki krytyk teatralny i eseista żydowskiego pochodzenia.
W latach 1900–1919 był związany z berlińskim tygodnikiem „Der Tag”, a w latach 1919–1933 z tamtejszym tygodnikiem „Berliner Tageblatt”. 
Po przejęciu w Niemczech władzy przez Adolfa Hitlera (1933) przebywał na emigracji, we Francji i Wielkiej Brytanii. Wywierał wielki wpływ na teatralne życie Berlina, prowokując zaciekłe spory repertuarowe i estetyczne i promując twórczość m.in. Ibsena, Shawa i Hauptmanna, a zwalczając Brechta. Opublikował zbiór recenzji teatralnych Die Welt in Drama (t. 1–5, 1917) i zbiór felietonów z podróży Die Welt im Licht (1920).